# José María Yanguas Sanz

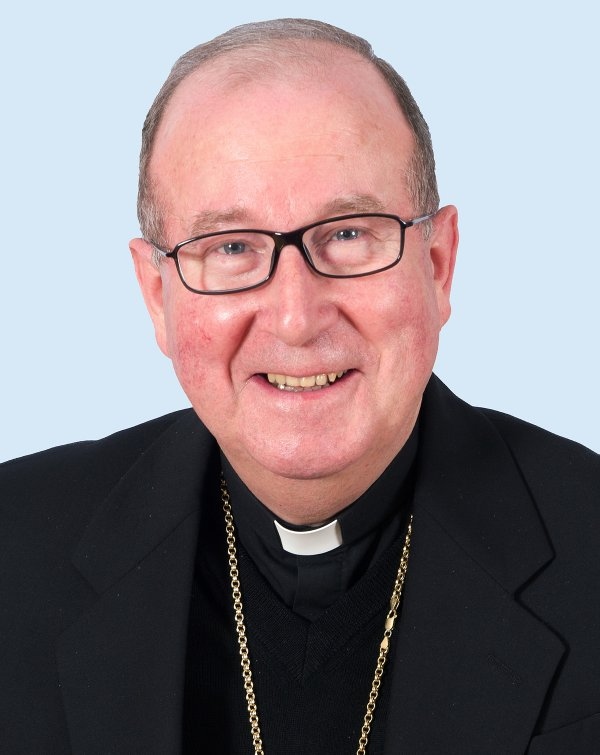
Bischof José María Yanguas.

Wappen von José María Yanguas Sanz

José María Yanguas Sanz (* 26. Oktober 1947 in Alberite) ist ein spanischer Geistlicher und römisch-katholischer Bischof von Cuenca.

## Leben
José María Yanguas Sanz empfing am 19. Juni 1972 die Priesterweihe.
Papst Benedikt XVI. ernannte ihn am 23. Dezember 2005 zum Bischof von Cuenca. Der Erzbischof von Toledo, Antonio Cañizares Llovera, spendete ihm am 25. Februar des nächsten Jahres die Bischofsweihe; Mitkonsekratoren waren Erzbischof Francesco Monterisi, Sekretär der Kongregation für die Bischöfe und des Kardinalskollegiums, und Ramón del Hoyo López, Bischof von Jaén. Als Wahlspruch wählte er Spe Gaudentes.